# Chris Volstad
Christopher Kenneth Volstad (* 23. September 1986 in Palm Beach Gardens, Florida) ist ein US-amerikanischer Baseballspieler in der Korea Baseball Organizationl|KBO.
Volstad wurde 2005 von den Florida Marlins an 16. Stelle des MLB-Draft ausgewählt. Er startete die erste Saison im Farmsystem der Marlins für die Gulf Coast League Marlins und die Jamestown Jammers. Ab 2006 bis 2007 stieg Volstad schnell in den Farmteams der Marlins auf. Über die Jupiter Hammerheads und die Greensboro Grasshoppers gelangte er zu den Double-A Carolina Mudcats. Dort spielte er 2008 bis zu seinem Ruf in die Major League. Sein Debüt gab er als Relief-Pitcher gegen die Colorado Rockies am 6. Juli 2008. Seine gute Leistungen im Bullpen zusammen mit seiner Konstanz und Ausdauer brachten ihm eine Woche später seinen ersten Einsatz als Starting Pitcher. Mit 8 2/3 Innings fehlte ihm nur ein Aus zu einem complete game im Spiel gegen die Los Angeles Dodgers. Im selben Spiel gelang ihm auch sein erster Hit in der MLB. Sein Potential als zu diesem Zeitpunkt bestbewerteter Neuling der Marlins stellte er beim 3:0-Sieg Floridas über die Philadelphia Phillies unter Beweis, als er den Nummer-Eins-Starter der Phillies, Cole Hamels, in Schach hielt, keinen Run der Phillies hinnehmen musste, und seinen dritten Sieg in den Major Leagues erzielte. Volstad blieb bis zum Ende der Saison in der Starting rotation und ist für 2009 ebenfalls als Starter vorgesehen.